# Ирокез (окръг, Илинойс)
Окръг Ирокез (на английски: Iroquois County) е окръг в щата Илинойс, Съединени американски щати. Площта му е 2896 km², а населението - 31 334 души (2000). Административен център е град Уоцика.